# Maybach 57 und 62

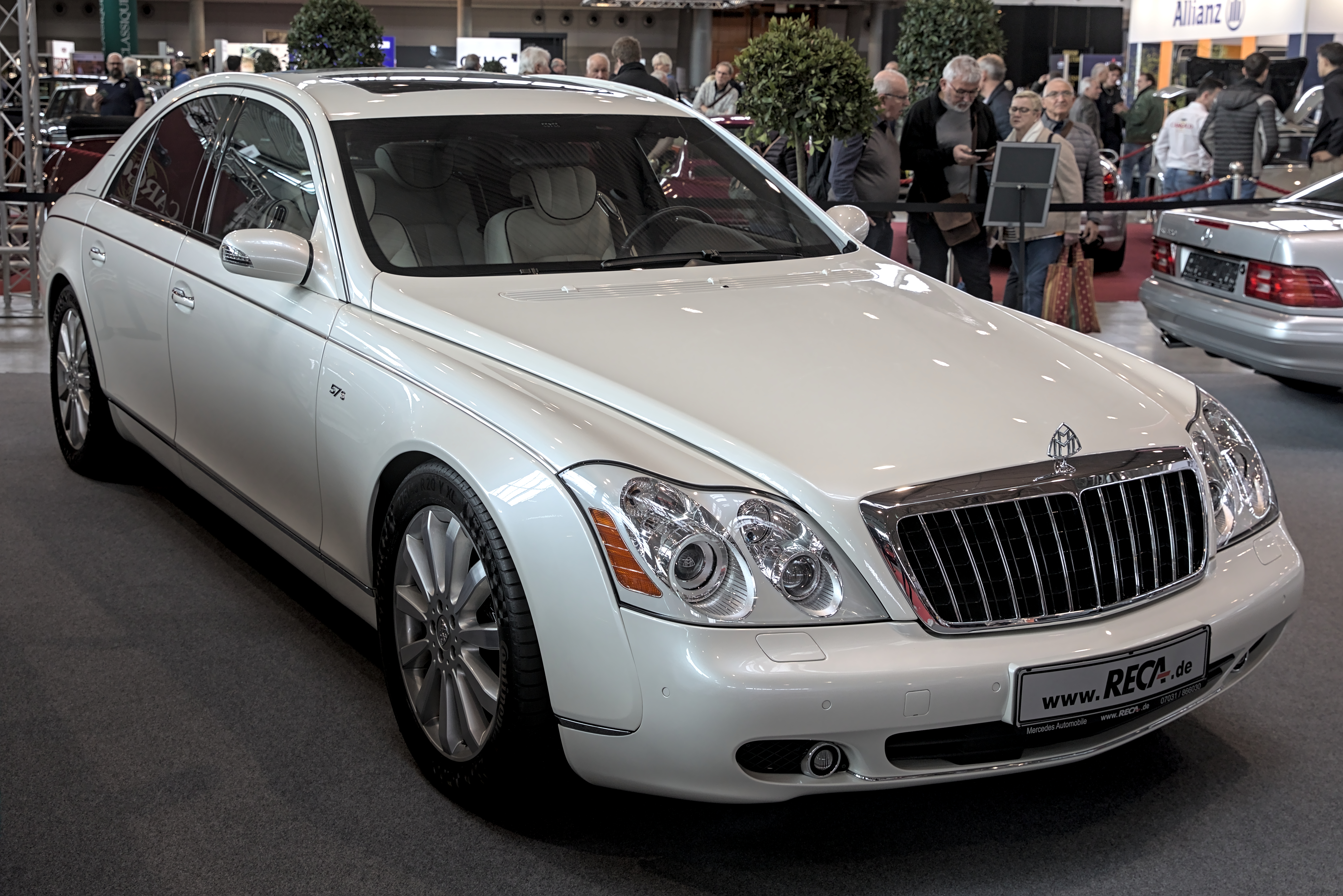
Maybach 57 S

Der Maybach 57, Maybach 57 S bzw. Maybach 62, Maybach 62 S waren die einzigen Serienmodelle der Automobilmarke Maybach, seitdem die DaimlerChrysler AG (heutige Mercedes-Benz Group) diese Marke im Jahr 2002 wieder für die luxuriösesten und teuersten Limousinen des Konzerns ins Leben gerufen hatte. Die Typenbezeichnungen beziehen sich auf die Fahrzeuglängen in Dezimetern (etwa 5,70 m und 6,20 m). 
Am 17. Dezember 2012 wurde das letzte Modell montiert. Ursprünglich sollte die Produktion noch bis 2013 fortgeführt werden, was jedoch wegen der immer geringer werdenden Nachfrage nicht mehr erfolgte.

## Geschichte
Durch die Übernahmen von Rolls-Royce durch die BMW Group und Bentley durch VW befürchtete DaimlerChrysler, in der Nische der großen Luxuslimousinen mit der Beschränkung auf die klar umrissene Marke Mercedes-Benz außen vor bleiben zu müssen. Die Etablierung einer neuen, höher positionierten und exklusiven Eigenmarke schien der beste Weg zu sein, und so entschied man sich für die Wiederbelebung des traditionsbehafteten Markennamens Maybach. Auf dieser Basis und in Hinsicht auf die optimistischen Prognosen zur Entwicklung des durch das Fahrzeug zu bedienenden Marktes traf man die Entscheidung zu Konzeption und Bau eines Fahrzeugs, das deutlich oberhalb der hauseigenen S-Klasse positioniert werden sollte.
Allerdings waren die Marktprognosen zu hoch angesetzt. Auch neuer Wettbewerb in Form des Bentley Continental Flying Spur, der ein eingeführtes Markenlabel für weniger als die Hälfte des Preises eines Maybach bot, zog potentielle Interessenten ab. Als größtes Problem für den Absatz entpuppte sich jedoch das Design des Fahrzeuges. Während wohlmeinende Kommentatoren von dezenter Linienführung sprachen, waren andere Kritiker gnadenloser in ihrem Urteil: Von einer „aufgepumpten Mercedes-Benz S-Klasse“ war nicht selten die Rede, und deutlich wurde auf die mangelnde Eigenständigkeit der Modelle 57 und 62 hingewiesen.
Von den zwischen 300.000 und 500.000 Euro teuren Modellen konnten bis 2005 nur halb so viele Fahrzeuge wie geplant abgesetzt werden. 2004 wurden ca. 500 Maybach weltweit verkauft, 41 davon in Deutschland. Für 2005 wurden insgesamt 25 deutsche Zulassungen verzeichnet, 2006 konnte diese Zahl nur geringfügig auf 32 gesteigert werden. Damit schrieb die Maybach-Sparte Verluste. Im Jahr 2007 fielen dann noch 29, im Jahr 2008 26 und 2009 31 Zulassungen in Deutschland auf Automobile von Maybach.
Aus diesen Gründen war zunächst geplant, die Maybach-Produktion Mitte 2013 einzustellen. Aufgrund des zu geringen Auftragseingangs wurde die Produktion des Modelljahrs 2013 vollständig gestrichen und die Fertigung bereits im Dezember 2012 beendet. Im letzten Produktionsjahr 2012 wurden weltweit 234 Modelle ausgeliefert.

## Technische Daten

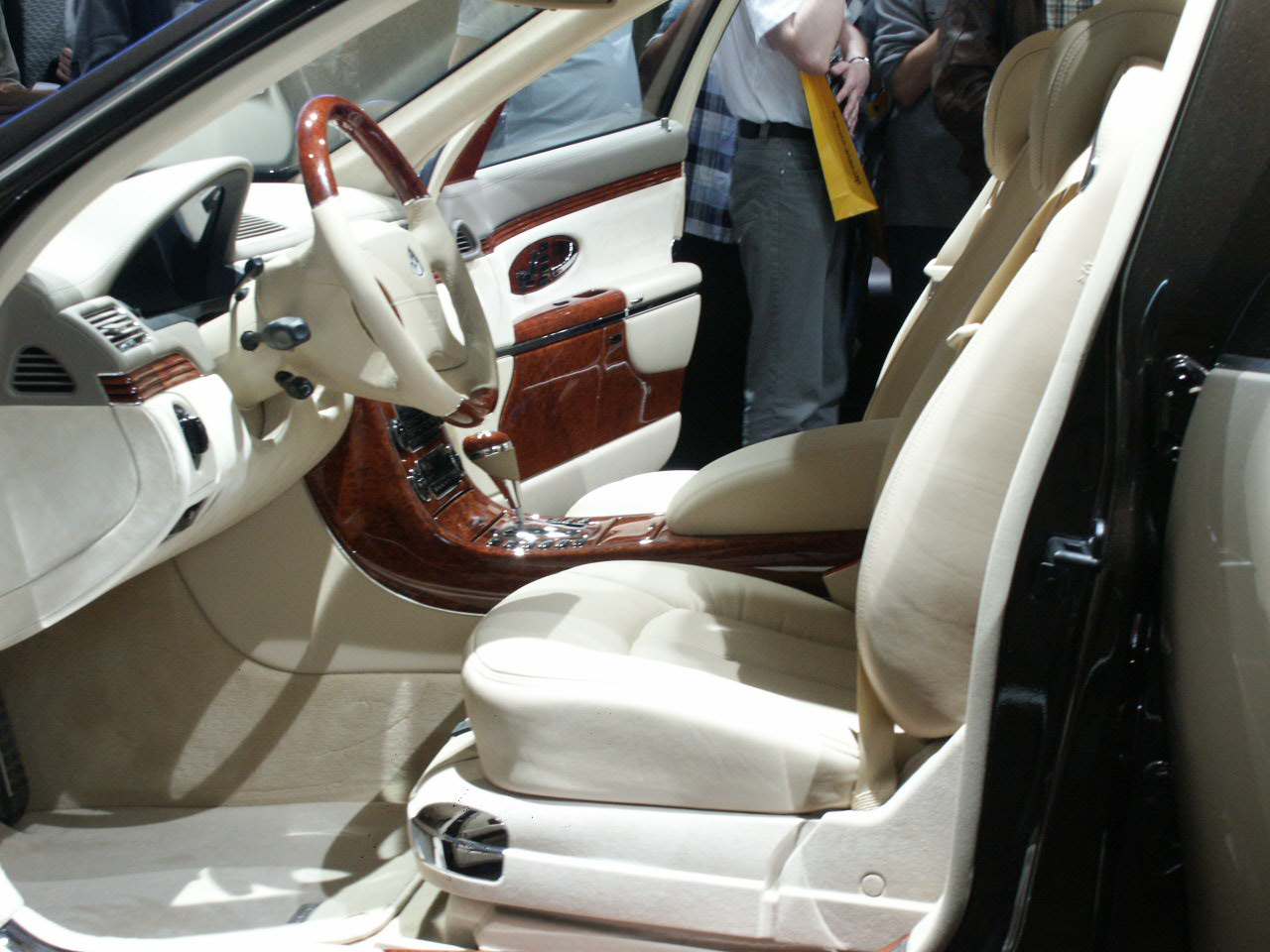
Maybach 62 Innenraum (vorne)
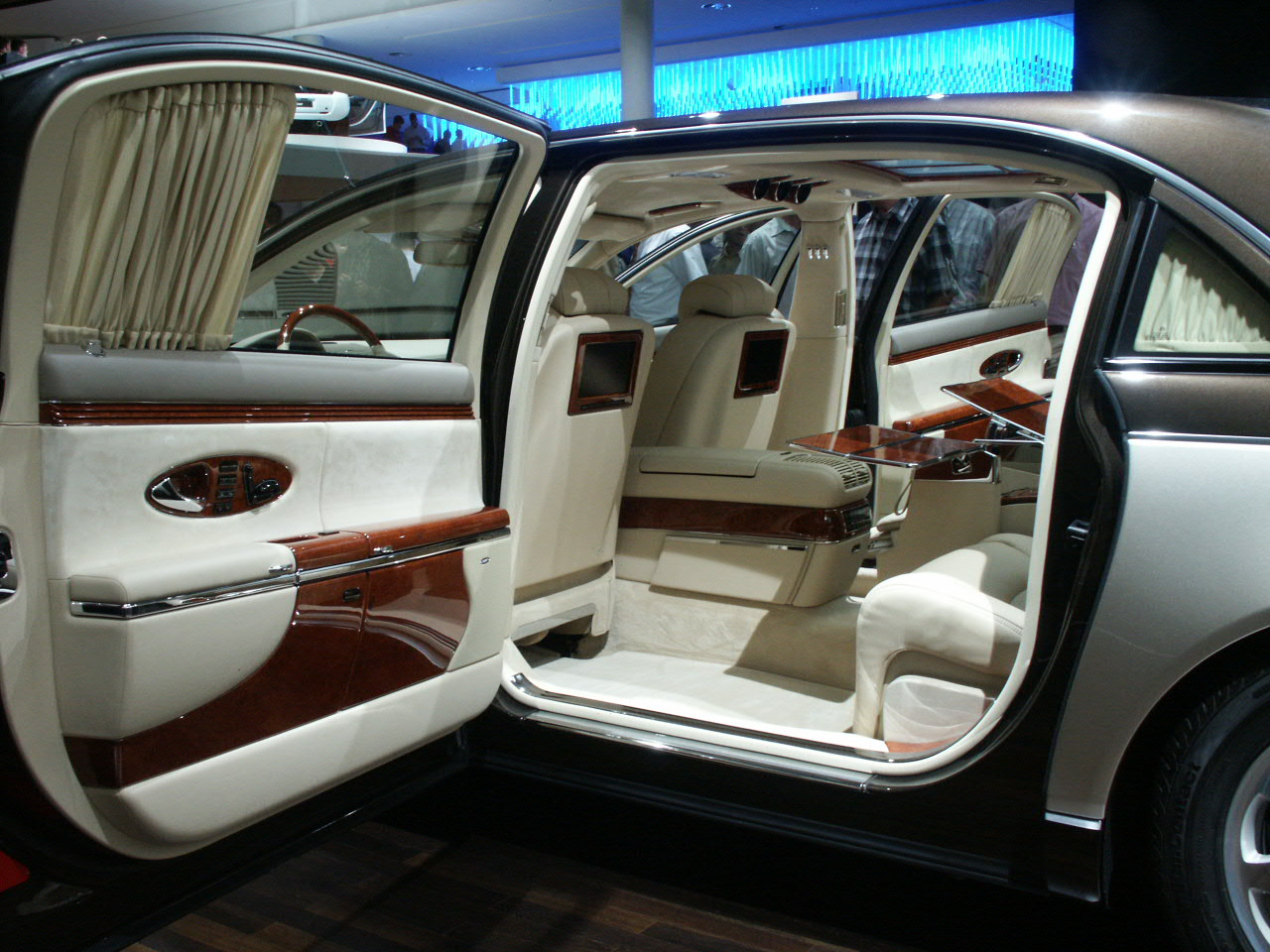
Maybach 62 Innenraum (hinten)
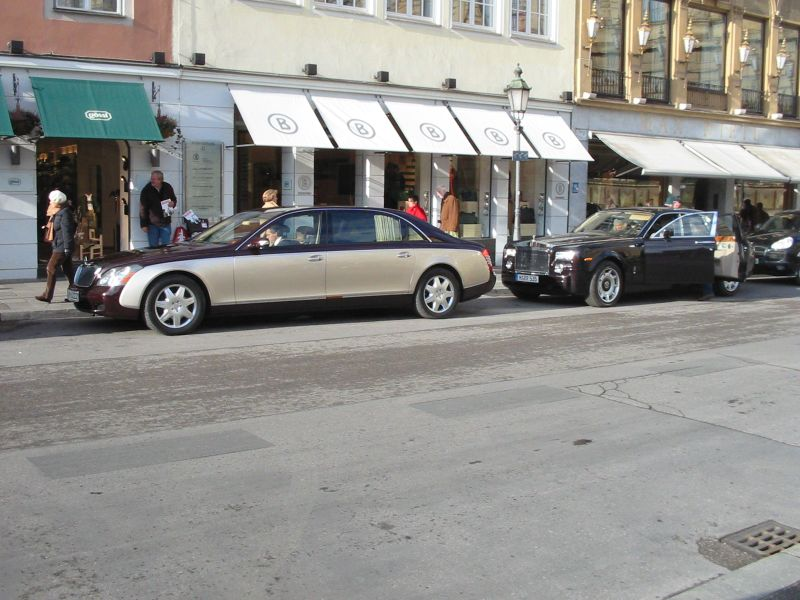
Maybach mit seinem Konkurrenten Rolls-Royce Phantom VII
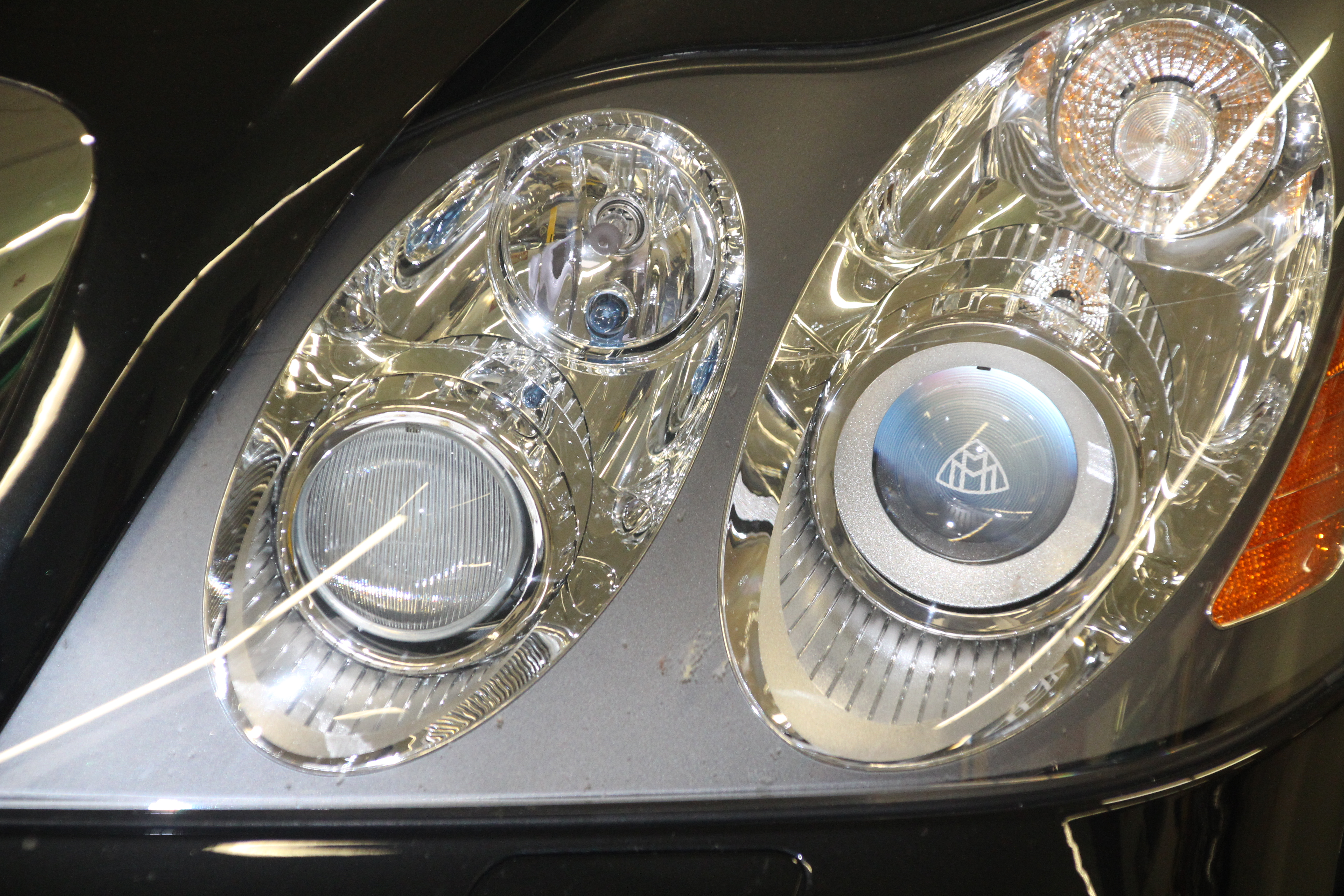
Scheinwerfereinheit eines Maybach 57

| Kenndaten                                       | Maybach 57                                      | Maybach 57 S                                    | Maybach 62                                      | Maybach 62 S                                    |
| ----------------------------------------------- | ----------------------------------------------- | ----------------------------------------------- | ----------------------------------------------- | ----------------------------------------------- |
| Länge                                           | 5728 mm                                         | 5728 mm                                         | 6165 mm                                         | 6165 mm                                         |
| Breite                                          | 1980 mm                                         | 1980 mm                                         | 1980 mm                                         | 1980 mm                                         |
| Höhe                                            | 1557 mm                                         | 1557 mm                                         | 1557 mm                                         | 1557 mm                                         |
| Radstand                                        | 3390 mm                                         | 3390 mm                                         | 3827 mm                                         | 3827 mm                                         |
| Leergewicht (fahrbereit)                        | 2735 kg                                         | 2735 kg                                         | 2855 kg                                         | 2855 kg                                         |
| max. Zuladung                                   | 525 kg                                          | 525 kg                                          | 525 kg                                          | 525 kg                                          |
| Kofferraumvolumen                               | 605 Liter                                       | 605 Liter                                       | 605 Liter                                       | 605 Liter                                       |
| Motor                                           | M 285                                           | M 275                                           | M 285                                           | M 275                                           |
| Drehmoment                                      | 900 Nm bei 2200–3000/min                        | 1000 Nm bei 2000–4000/min                       | 900 Nm bei 2200–3000/min                        | 1000 Nm bei 2000–4000/min                       |
| Hubraum                                         | 5513 cm³                                        | 5980 cm³                                        | 5513 cm³                                        | 5980 cm³                                        |
| Nennleistung                                    | 405 kW/550 PS bei 5250/min                      | 450 kW/612 PS bei 4800–5100/min                 | 405 kW/550 PS bei 5250/min                      | 450 kW/612 PS bei 4800–5100/min                 |
| Antrieb                                         | Fünfgang-Automatikgetriebe mit Hinterradantrieb | Fünfgang-Automatikgetriebe mit Hinterradantrieb | Fünfgang-Automatikgetriebe mit Hinterradantrieb | Fünfgang-Automatikgetriebe mit Hinterradantrieb |
| Beschleunigung, 0–100 km/h                      | 5,2 s                                           | 5,0 s                                           | 5,4 s                                           | 5,2 s                                           |
| Höchstgeschwindigkeit (elektronisch abgeregelt) | 250 km/h                                        | 275 km/h                                        | 250 km/h                                        | 250 km/h                                        |
| Wendekreis                                      | 13,38 m                                         | 13,38 m                                         | 14,82 m                                         | 14,82 m                                         |
| Preis (Deutschland inkl. MwSt.)                 | 390.201 €                                       | 443.870 €                                       | 458.388 €                                       | 523.838 €                                       |

## Modellvarianten

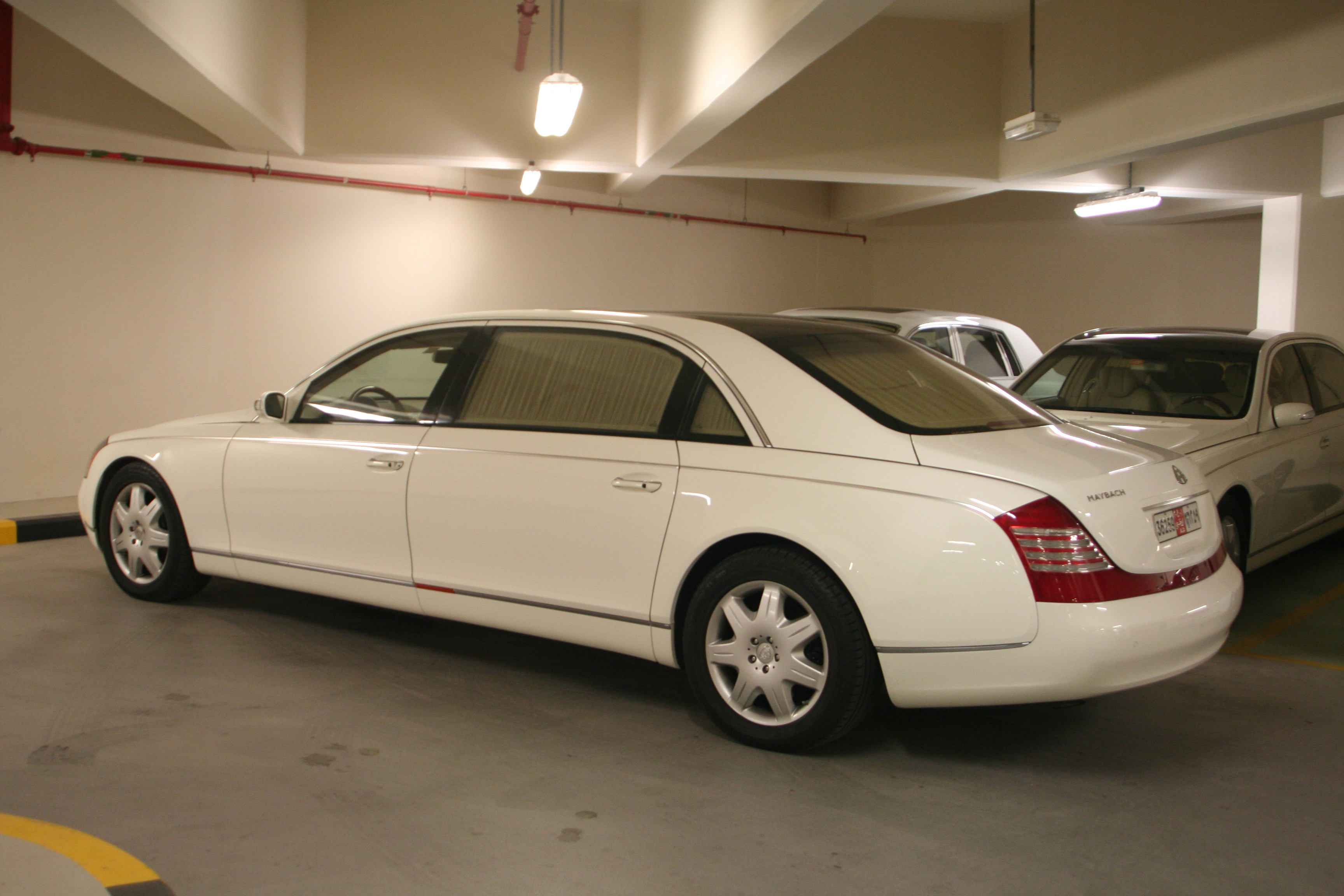
Maybach 62 mit an den Türen und Heckscheibe ausgefahrenem Rollo für Sichtschutz

Zwischen Juni 2002 und Juni 2012 wurde die Limousine in der Maybach-Manufaktur in Sindelfingen gefertigt. Die interne Bezeichnung der Daimler AG für die kurze Limousine (in allen Modellvarianten) lautet W 240, die für die Langversion lautet V 240, benutzt also Typenbezeichnungen von Mercedes-Benz. Das Chassis wurde von der Mercedes-Benz Baureihe 140 (S-Klasse von 1991) adaptiert, die elektronische Plattform kommt von der Mercedes-Benz Baureihe 220 (S-Klasse von 1998).

### 57 S
Anlässlich des 75. Internationalen Genfer Auto-Salons im März 2005 wurde der Maybach 57 S vorgestellt (S für Spezial). Er hat ein strafferes Fahrwerk; optisch unterscheidet er sich durch eine geänderte Kühlermaske, 20-Zoll-Felgen, Edelstahlblenden am Auspuff und durch Karbonlook im Innenraum. Der Motor des S-Modells hat 6 statt 5,5 Liter Hubraum, die Leistung wurde auf 450 kW (612 PS) gesteigert, die wiederum abgeregelte Höchstgeschwindigkeit von 250 km/h auf 275 km/h erhöht. Der Grundpreis des Maybach 57 S betrug 417.600 Euro. Die Auslieferung begann im Herbst 2005.

### 62 S

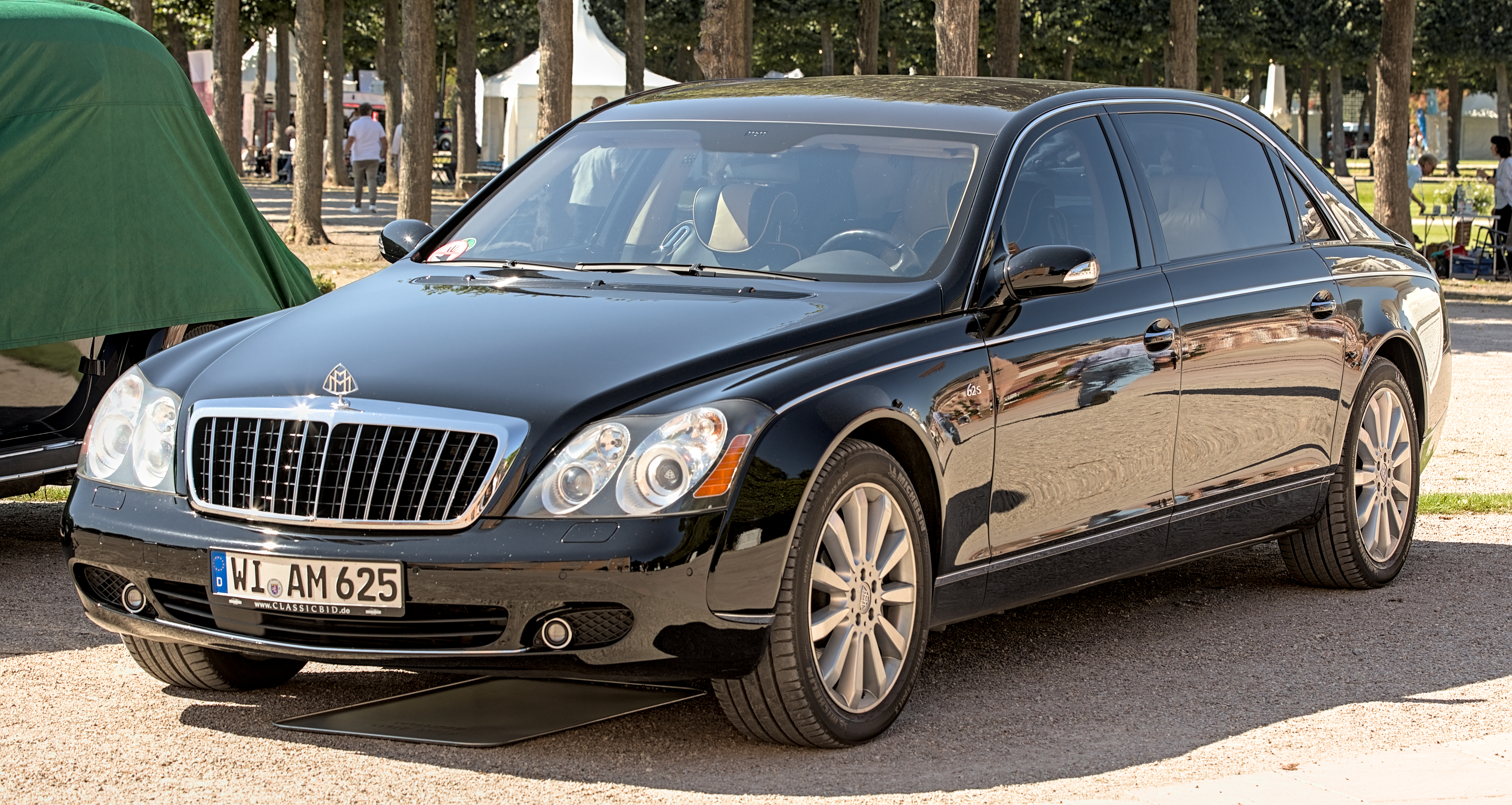
Maybach 62 S

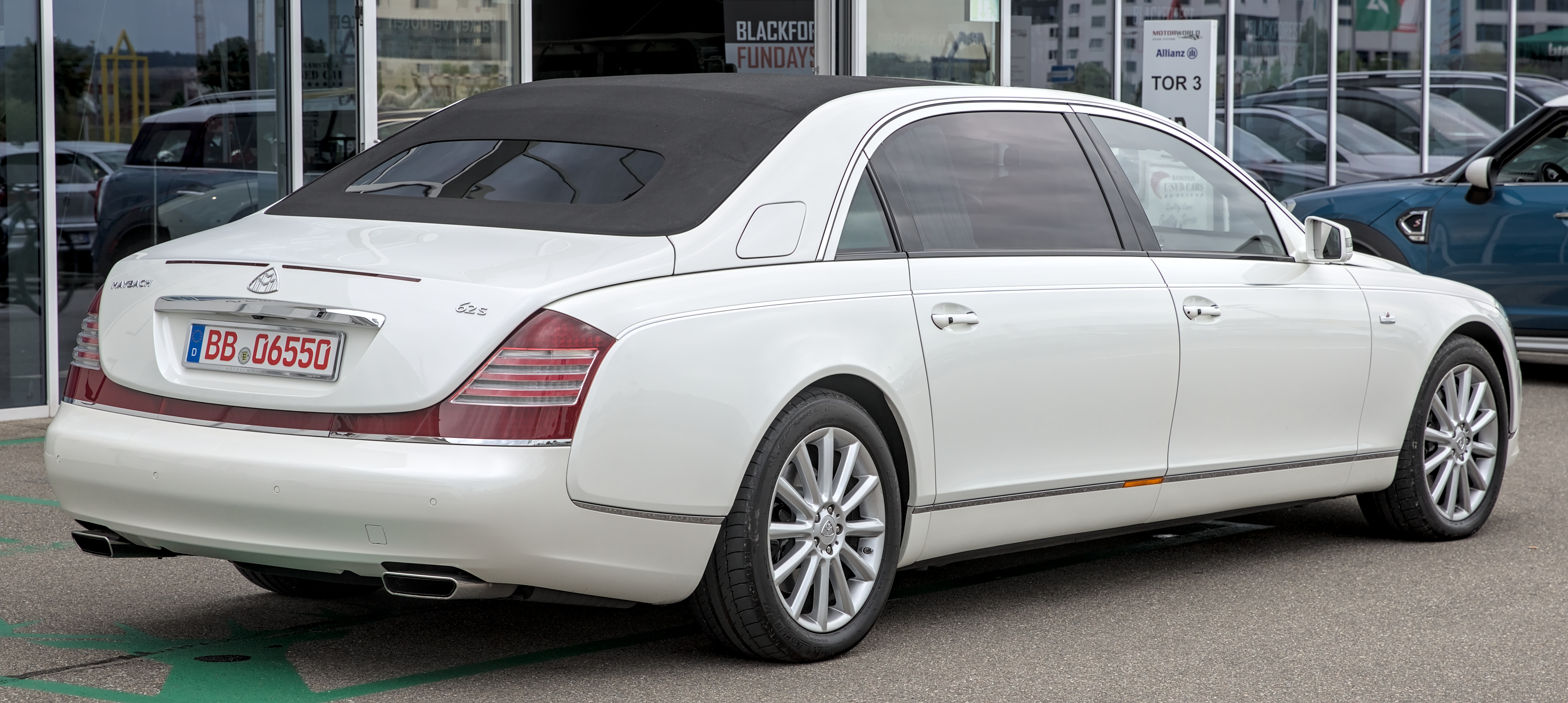
Maybach 62 S Landaulet

Auch die längere Maybach-Version mit 6,17 Metern war mit den oben genannten sportlichen Modifikationen erhältlich. Allerdings ist die Höchstgeschwindigkeit für den Chauffeurbetrieb auf 250 km/h begrenzt.

### Zeppelin

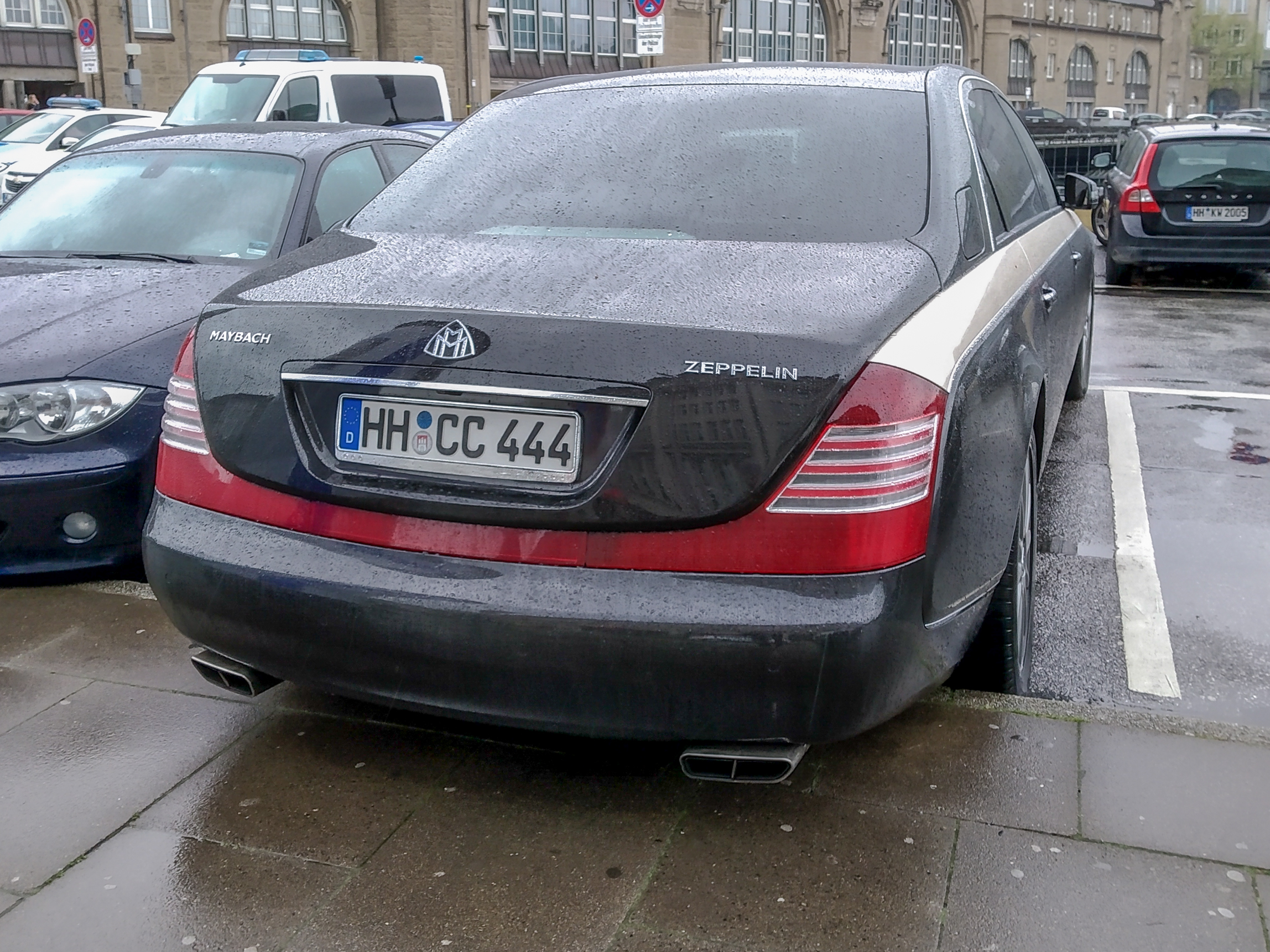
Maybach 62 Zeppelin in Hamburg

Ab Anfang 2009 bot Daimler den Maybach Zeppelin an – eine Anlehnung an die gleichnamigen Topmodelle der 1930er Jahre. Diese Sonderserie war auf 100 Exemplare limitiert und bot neben 21 kW (28 PS) mehr Motorleistung als das S-Modell durch neue Turbolader und vielen Details im Innenraum, beispielsweise auf Wunsch einen 5000 Euro teuren Parfumspender, auch eine farblich abgesetzte Schulterlinie. Das Modell war in kurzer und langer Ausführung erhältlich. Mit einem Preis ab 560.000 Euro für die Langversion war er die teuerste Serienlimousine der Welt.

### Landaulet
Das Landaulet ist ein Maybach 62 S mit einem Stoffverdeck über dem Fondabteil. Die Studie wurde Anfang November 2007 vorgestellt und auf der Dubai Motor Show ausgestellt. Aufgrund der positiven Resonanz konnte das Fahrzeug zwischen 2008 und 2013 auf Nachfrage einzelgefertigt werden. 21 Landaulets wurden produziert.

### 57 S Coupé
Das zweitürige Coupé wurde 2011 vom Karosseriebauer und Sonderfahrzeughersteller Xenatec (ehemals ThyssenKrupp Drauz Nothelfer) aus Weinsberg bis zu dessen Insolvenz auf Basis des Maybach 57 S gefertigt. Geplant waren 100 Fahrzeuge, von denen die ersten 20 noch 2010 ausgeliefert werden sollten.
Designer war Fredrik Burchhardt, der auch das Maybach-Coupé Exelero gestaltet hatte.
Gegenüber der Limousine war im Wesentlichen das Dach abgesenkt, und die B-Säule 20 cm nach hinten versetzt; der Radstand und damit die Viersitzigkeit sowie der Antriebsstrang blieben unverändert. Die Extras der Limousine samt Glasdach und Panzerung waren auch für das Coupé bestellbar. Der Grundpreis betrug ohne Steuern 675.000 €.

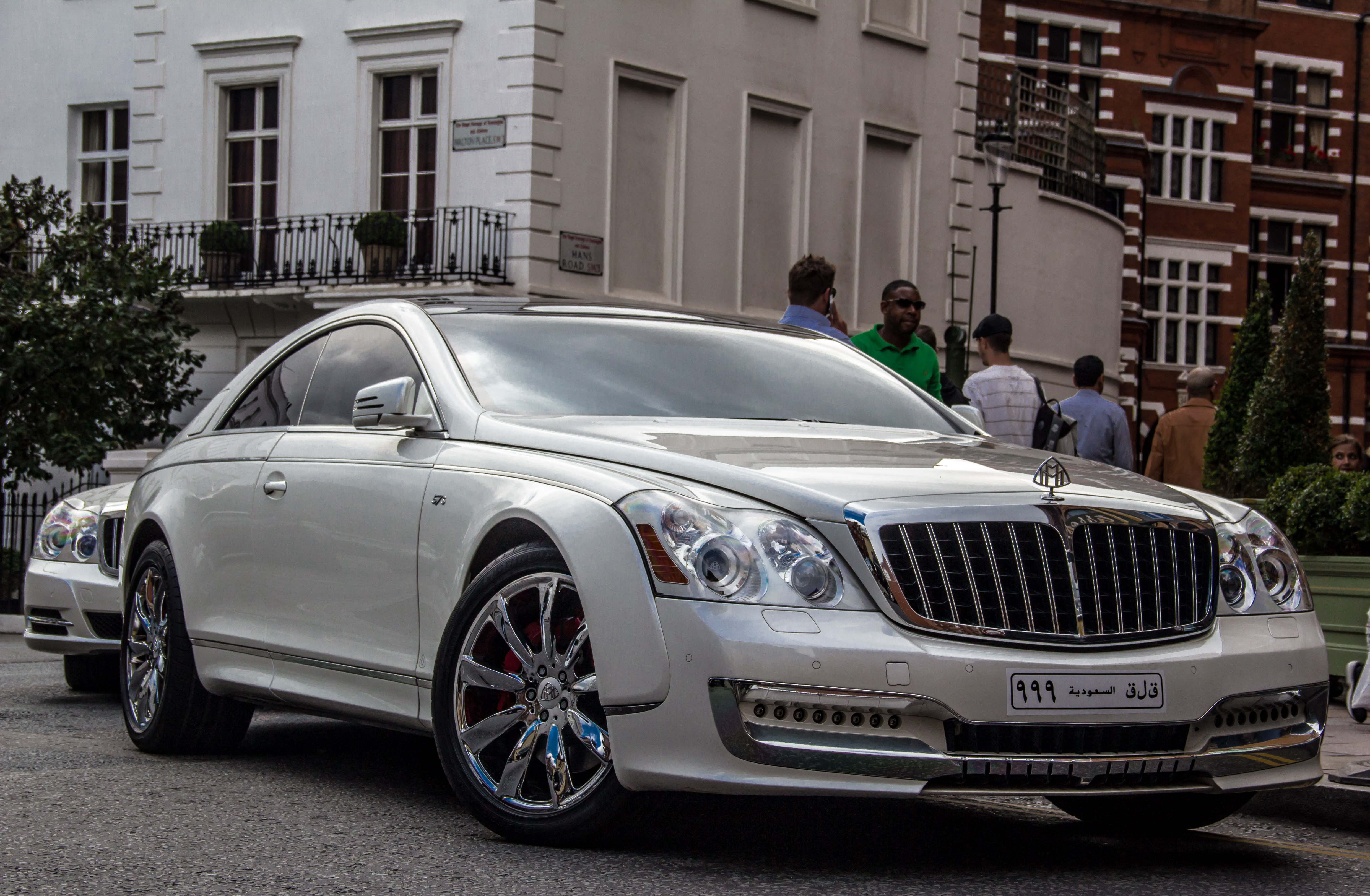
Coupé von Xenatec auf Basis des Maybach 57 S
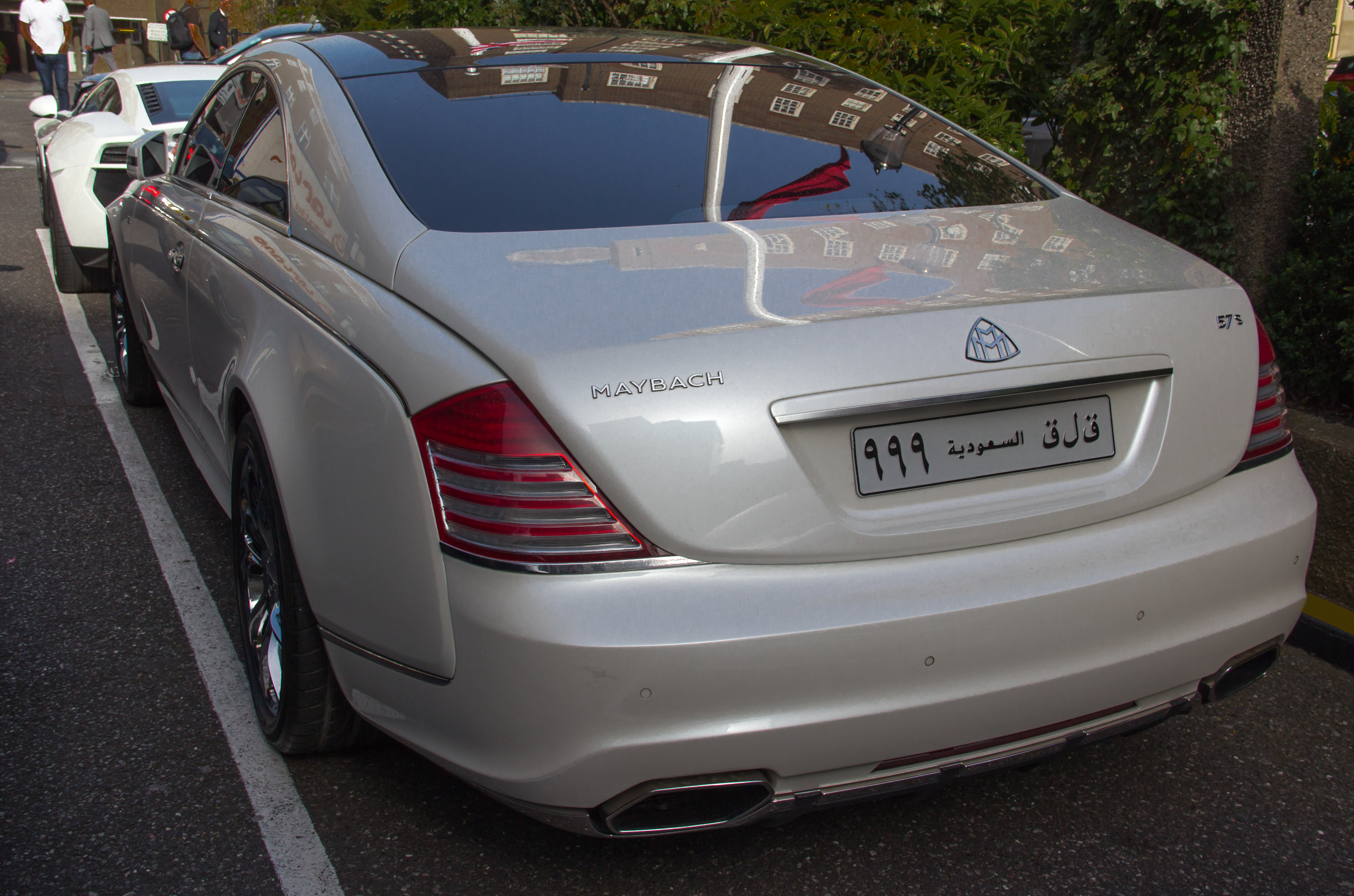
Coupé, Heckansicht

## Ausstattungsvarianten

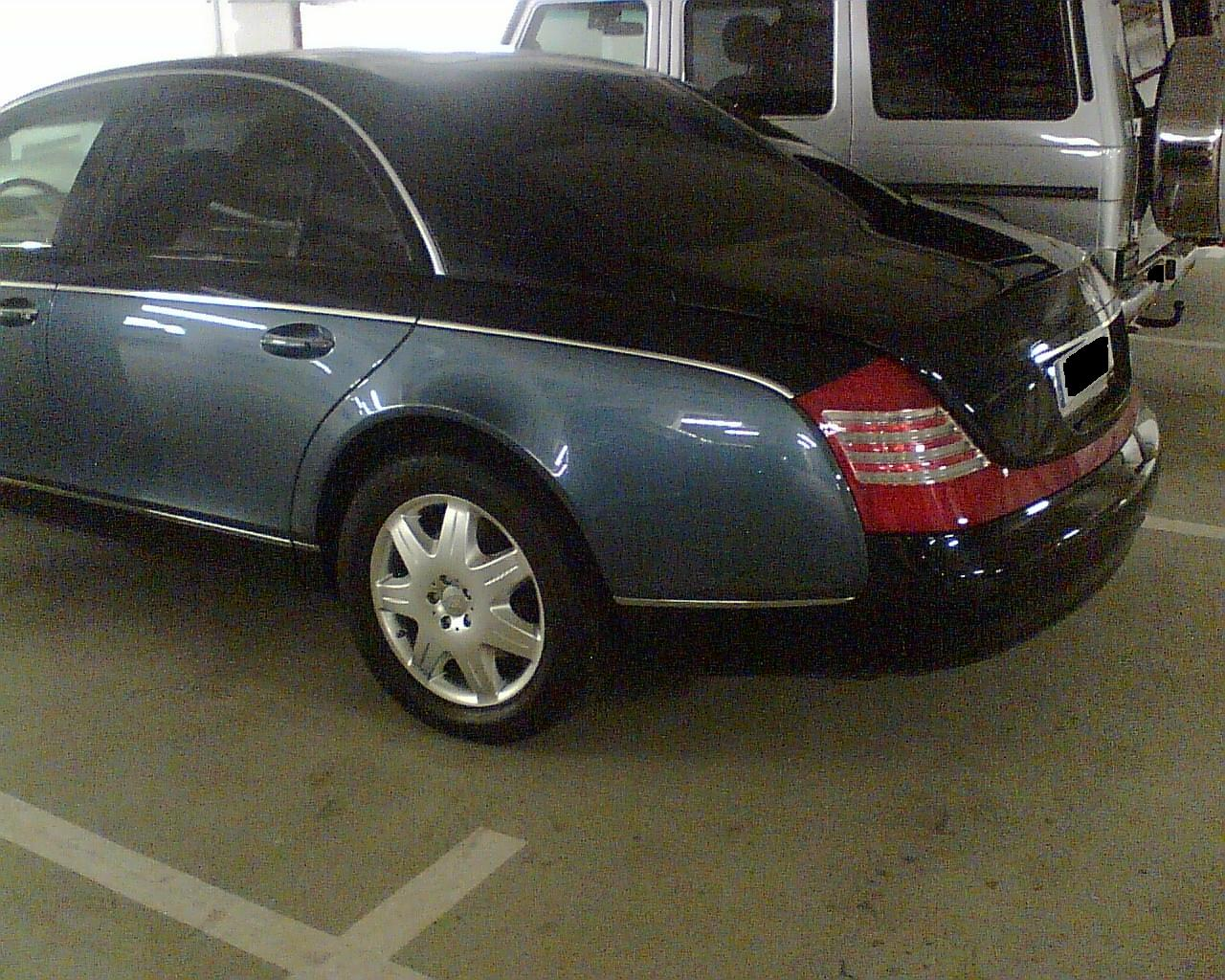
Gepanzerter Maybach 57

### Guard
Da zu den Käufern von Maybach-Modellen vor allem Prominente, Königshäuser, Multimillionäre und Milliardäre zählen, bot die Maybach-Manufaktur auch Modelle aus der sogenannten „Maybach-Guard“-Serie an. Diese Fahrzeuge sind mit spezieller Sicherheitstechnik aufgerüstet.
Unterschieden wird zwischen leichter und schwerer Panzerung, nach den sogenannten Beschussklassen B4 und B6/7. Während Maybach selbst nur die „leichte“ B4-Klasse anbot, boten spezialisierte Umbaubetriebe auch die B6/B7-Beschussklasse an, die derzeit höchste Protektionsstufe. Diese zeichnet sich unter anderem durch nochmals verstärkte Aramid-Matten und dickere Scheiben aus. Gegensprechanlage und Feuerlöschanlage gehören ebenfalls zum Standard.

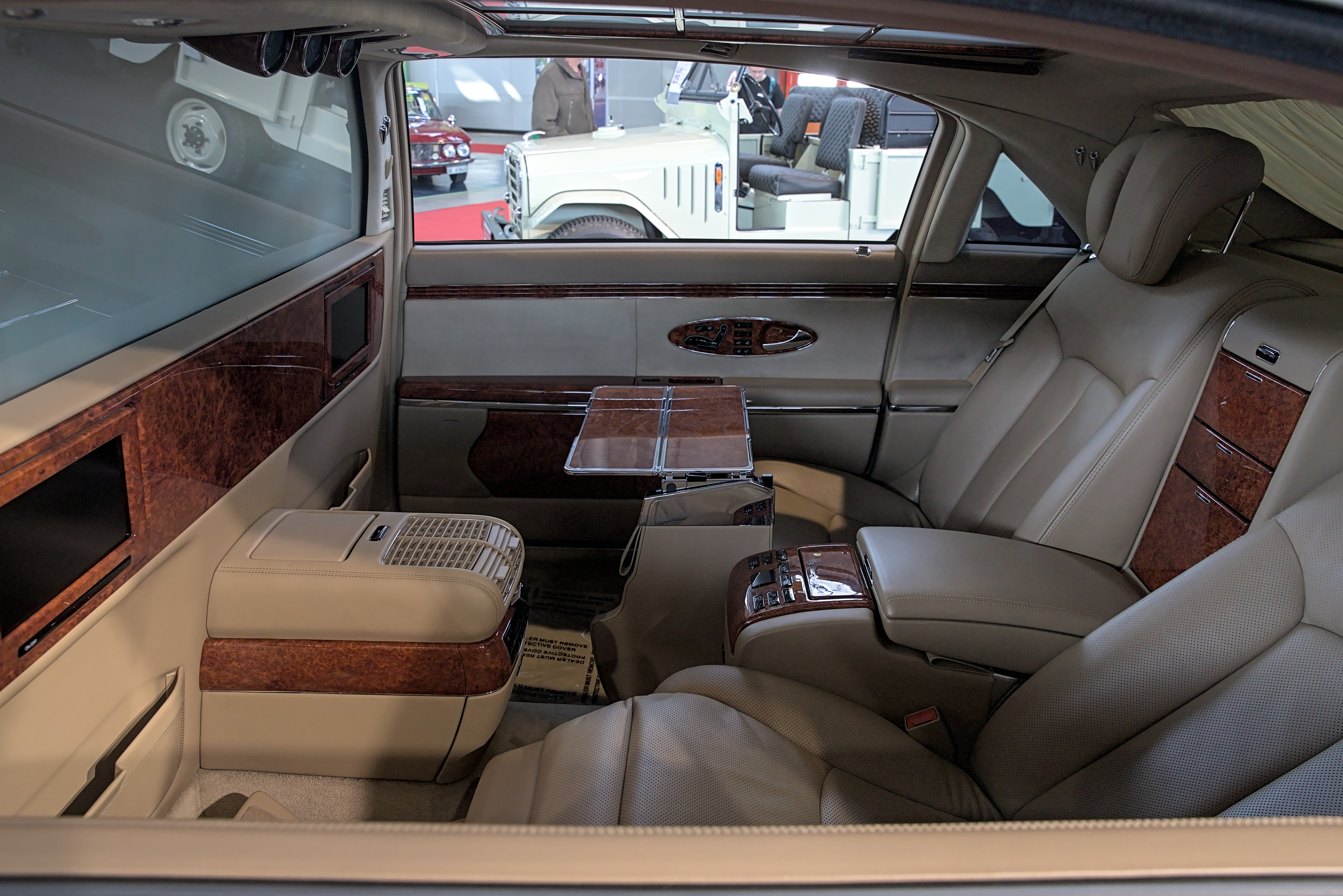
Maybach 62 mit Trennscheibe.

### Trennscheibe und Panoramadach
Zu der gegen Aufpreis lieferbaren Ausstattung eines Maybach gehörten Trennscheibe und Panoramadach. Beide konnten durch den Einsatz von elektrochromem Glas unabhängig voneinander durchsichtig oder undurchsichtig geschaltet werden.

## Wirtschaftlichkeit
Die Kosten für die Wiederbelebung der Marke Maybach und die Entwicklung der Modelle 57 und 62 bis 2011 insgesamt werden auf eine Milliarde Euro geschätzt. Aufgrund der nicht erfüllten Absatzerwartungen von rund 3000 Einheiten bis Ende 2011 hat das Unternehmen einen hohen Verlust gemacht. Die britische Automobilzeitschrift CAR geht von einem Verlust pro verkauftem Fahrzeug von rund 330.000 Euro aus.